# Reserva florestal de recreio
Reserva florestal de recreio é uma tipologia de área protegida existente no ordenamento jurídico de conservação da natureza da Região Autónoma dos Açores destinado a proteger áreas de terreno baldio (terrenos de propriedade pública) sujeitas ao regime florestal obrigatório que apresentam especial aptidão para uso recreativo e de fruição do ambiente natural, constituindo-se, por essa razão, como áreas florestais cujo aproveitamento principal se relaciona com a ocupação dos tempos livres das populações.

## Historial
O conceito de «reserva florestal de recreio» foi introduzido no ordenamento jurídico pelo Decreto Legislativo Regional n.º 15/87/A, de 24 de Julho, diploma que estabelece o regime jurídico de criação e funcionamento de reservas florestais na Região Autónoma dos Açores. A concretização daquele regime, no que respeita às reservas florestais de recreio, fez-se através da aprovação de uma primeira lista de reservas, o que decorreu da entrada em vigor do Decreto Legislativo Regional n.º 16/89/A, de 30 de Agosto, que cria e delimita as reservas florestais de recreio.
Nos anos subsequentes foram sendo criadas novas reservas florestais de recreio e a Mata das Criações, que tinha um regime atípico criado pelo Decreto Regional n.º 12/82/A, de 1 de Junho, foi incluída naquele regime com o nome de Pinhal da Paz.
A Secretaria Regional da Agricultura e Ambiente, através da Direcção Regional dos Recursos Florestais, gere 27 reservas florestais de recreio e 18 viveiros em todo o arquipélago, que produzem anualmente cerca de dois milhões de plantios de criptomérias, meio milhão de plantios de plantas endémicas e algumas dezenas de milhares de plantas ornamentais.